# Gaius Aelius Gallus
Gaius Aelius Gallus (zm. około 20 p.n.e.) – żołnierz Starożytnego Rzymu, prefekt w Egipcie (praefectus aegypti) w czasach panowania Oktawiana Augusta.
W roku 25 p.n.e. Gallus opuścił port w Cleopatris (w miejscu dzisiejszego Suezu) nad Morzem Czerwonym dowodząc ekspedycją lądową mającą na celu podporządkowanie cesarstwu Królestwa Saby i zdobycia jego stolicy Marib położonej na południowozachodnim krańcu Półwyspu Arabskiego w dzisiejszym Jemenie.
Sabejczycy byli potomkami ludu, którym w czasach biblijnych władała królowa, której imienia Biblia nie podaje, a źródła pozabiblijne nazywają ją Bilkis lub Makedą. W pierwszym wieku p.n.e. ich kraj był ważnym ośrodkiem handlowym, przez które przechodził cały handel pomiędzy krajami śródziemnomorskimi (zwłaszcza Egiptem) a Indiami. Królestwo, w sposób naturalny odizolowane od świata, nigdy nie zostało podbite ani przez Persów, ani przez Rzymian. Po przyłączeniu Egiptu do Imperium Romanum podbój królestwa Saby stał się ważnym krokiem dla nawiązania bezpośrednich kontaktów Rzymu ze Wschodem.
Gallus wiódł swą ekspedycję przez bezwodne obszary wzdłuż wschodnich wybrzeży Morza Czerwonego, by na wysokości dzisiejszej granicy Jemenu skręcić na wschód, ku miastu Marib. Wyprawa zakończyła się niepowodzeniem, pomimo zdobyciu szeregu miast i zniszczeniu głównych sił wroga w bitwie pod Najran (masakra 10 tys. wojowników Saby) rzymianie wobec niesprzyjających warunków klimatycznych, terenowych, problemów z zaopatrzeniem, chorób i braku spodziewanych łupów zawrócili do Egiptu. Osiągnięciem Gaiusa Aeliusa Gallusa było natomiast wzbogacenie wiedzy o geografii terytoriów znanych w starożytności jako Arabia Felix (Arabia Szczęśliwa), a do tej pory nigdy nie odwiedzanych.
O wyprawie do Marib pisali w starożytności Strabon (XVI, 780-783), Kasjusz Dion (LIII, 29) i Pliniusz Starszy (Nat. Hist. VI, 32).